# (35637) 1998 KV34
1998 KV34 (asteroide 35637) é um asteroide da cintura principal. Possui uma excentricidade de 0.08704440 e uma inclinação de 11.61928º.
Este asteroide foi descoberto no dia 22 de maio de 1998 por LINEAR em Socorro.